# Burgrest Ravenstein (Böhmenkirch)
Der Burgrest Ravenstein ist der Burgstall einer Spornburg auf einem 610 m ü. NHN hohen Felsplateau nordwestlich von Steinenkirch, einem Ortsteil der Gemeinde Böhmenkirch im Landkreis Göppingen in Baden-Württemberg.

## Geschichte
Bei den Hochadelsburgen, die in der zweiten Hälfte des 11. Jahrhunderts erbaut wurden, ist in den seltensten Fällen der Erbauer bekannt. War eine Burg erbaut, nannten sich die adligen Erbauer nach diesem Ort. Aufgrund von Beurkundungen, in denen die neuen Namen genannt wurden, sind Rückschlüsse über das ungefähre Erbauungsdatum möglich.
Das Homiliar von Kloster Wettenhausen (in Bayern) führt auf Seite 258 einen Herbort von Ravenstein an, der schon im Jahre 1091 beurkundet sein soll. Er tauschte mit Bewilligung seines Herrn Adelbert und dessen nicht genannten Bruders eine wettenbergische Hube in Stotzingen gegen eine Hube in Seebach ein. Die Formulierung "mit Bewilligung seines Herrn" kann nur bedeuten, dass es sich bei dem Adelbert (von Ravenstein) um das Familienoberhaupt der hochadeligen Familie von Ravenstein/Stubersheim handelte. Bei Adalbert von Ravenstein und Adalbert von Stubersheim handelte es sich demnach um ein und dieselbe Person. Weiter kann aus der Beurkundung von 1091 geschlossen werden, dass zu dieser Zeit bereits eine Burg Ravenstein existierte oder sich noch im Bau befand. Die Verwendung von zwei verschiedenen Familiennamen wird erklärbar, wenn der Herrenhof in Stubersheim als Wohnsitz eines Zweigs der hochadeligen Familie beibehalten wurde. 1092 erschienen Adalbert und sein Bruder Beringer von Stubersheim als Zeugen im Kloster Allerheiligen in Schaffhausen. Die Hochadelsfamilie von Stubersheim/Ravenstein verfügte über die möglicherweise noch im Bau befindliche Burg Ravenstein sowie über Herrenhöfe in Stubersheim und Neckartenzlingen. Da Herbort von Ravenstein 1091 mit diesem Namen beurkundete, ist anzunehmen, dass er auch auf der Burg Ravenstein wohnte.
Es handelt sich bei Ravenstein um eine von zehn Burgen zwischen Alb und Mittlerem Neckar, die bereits im 11. Jahrhundert erbaut wurden. Allein der Hochadel, zu dem auch Edelfreie wie die Familie Ravenstein gehörten, verfügte im 11. Jahrhundert über die Möglichkeiten, Burgen zu bauen. Zwischen der schwäbischen Alb und mittlerem Neckar entstanden zu dieser Zeit folgende Anlagen:
- Achalm (1075)
- Limburg (1078)
- Hohenstaufen (1079)
- Wirtemberg (1083)
- Spitzenberg (um 1090)
- Sperberseck (1092)
- Hohenurach (um 1100)
- Helfenstein (um 1100)
- Metzingen - Weinberg (um 1100)

Im Bempflinger Vertrag von 1090 werden die zwei Brüder Eberhard und Trutwin von Metzingen als Zeugen genannt. Ob sie schon im 11. Jahrhundert eine Burg auf dem Weinberg über Metzingen besaßen, ist noch nicht geklärt. Die Burg auf dem Weinberg wurde 1317 abgebrochen. Da die Ravensteiner ebenfalls in Metzingen begütert waren, ist eine Verwandtschaft zu den Edlen von Metzingen wahrscheinlich.
Alle diese Burgen entstanden in Steinbauweise.
Eine Holzburg auf den Ravensteinen wäre im Vergleich zu den anderen Hochadelsburgen weder repräsentativ noch ausreichend wehrhaft gewesen. Die Ravensteiner siedelten, dem Trend der Zeit folgend, von einem wahrscheinlich nur leicht oder überhaupt nicht befestigten Herrenhof in Stubersheim auf eine Höhenburg um. Die Ravensteinfelsen liegen unterhalb der Albhochfläche. Daher musste die Burg zur bedrohten Seite hin mit Gräben und Mauern geschützt werden. Die Errichtung einer Holzburg, in der jüngeren Literatur oft angeführt, ist unter diesen Umständen unwahrscheinlich.
Die erhebliche Menge an Steinen, die beim Ausheben der beiden heute noch imponierenden Halsgräben zwangsläufig anfielen, dürfte ausgereicht haben, eine hohe Mauer (möglicherweise eine Schildmauer), sowie weitere Gebäude zu errichten.
In den Zwiefalter Chroniken Ortliebs und Bertholds in Band 2 Seite 213 wird in wenigen Worten folgende Episode geschildert:
"Einige Ritter..... stützten sich auf der Burg Ravenstein über einem Abgrund auf ein Holzgeländer und stürzten, als die Stütze brach, kopfüber ab. Mit gebrochenem Genick und schweren Verletzungen fanden sie alle den Tod."
Daraus kann die Existenz einer Holzburg nicht abgeleitet werden. Über das Aussehen der ersten Burg Ravenstein weiß man zwar nichts, sicher ist aber, dass die Talseite der Burg nicht erstürmbar war und deshalb auch nicht durch eine Mauer geschützt werden musste. Folglich genügte es, die Talseite durch Holzgeländer zu sichern. In Holz- bzw. Fachwerkbauweise ausgeführt war wahrscheinlich der Wirtschaftshof der Burg, der sich an der Stelle des heutigen Jägerhauses befand. 
Spätestens 1393 war die Burg im Zugriff der Niederadligen von Zillenhart. In diesem Jahr wird in einem Vergleich des Grafen von Württemberg mit der Stadt Schwäbisch Gmünd berichtet, dass Siegfried von Zillenhart und dessen Ehefrau in der Burg angegriffen und Güter mitgenommen wurden.
Die Burg wurde im 16. und 17. Jahrhundert mehrfach renoviert, umgebaut und 1765 nahezu vollständig abgebrochen. Über den Wirtschaftshof ist lediglich bekannt, dass dieses Gebäude im 19. Jahrhundert, vermutlich auf den Grundmauern des Vorgängerbaus, neu errichtet wurde.

## Anlage
Die ehemalige Burg Ravenstein thronte über dem Roggental auf den Ravensteinen. Diese imposanten Turmfelsen werden heute von Klettersportlern genutzt. Zwei hintereinander liegende u-förmige und tief in den Fels gehauene Halsgräben sicherten die Burg auf der Süd- und Ostseite gegen Angreifer von der Albhochfläche. Heute noch sichtbar ist in der Nordecke eine in den Fels gehauene Zisterne.
Auf dem Plan der Burg Ravenstein von Günter Schmitt, in „Burgenführer Schwäbische Alb Band 1 Nordost-Alb Seite 205“, ist erkennbar, dass sich die einstige Burg über drei Ebenen erstreckte.
Das Aussehen der Ravensteine vor der Erbauung der Burg ist heute nicht mehr feststellbar. Einer der beiden Halsgräben entstand vermutlich zum Teil durch natürliche geologische Vorgänge.
Dort wo später Mauern und Gebäude der Burg standen, war der Fels sicher nicht eben und vermutlich mit Bäumen bewachsen, ähnlich wie dies heute der Fall ist.
Störende Felsteile mussten entfernt bzw. "abgespitzt" werden, um ebene Flächen zu schaffen.
Durch diese Arbeiten und das Ausheben der Halsgräben entstand das Steinmaterial, mit dem die Burg erbaut wurde.
Die Burg Ravenstein ist heute mit über 200 Jahre alten Buchen bewachsen und von den einstigen Gebäuden ist nur noch bewachsener Mauerschutt vorhanden.
Ob sich in den Schutthügeln noch Kernmauerreste befinden, kann nur durch eine archäologische Untersuchung festgestellt werden.
Die an mehreren Stellen noch sichtbaren geringen Mauerreste erlauben es nicht, das Aussehen der Burg zu rekonstruieren.
Aufgelesene Keramikscherben aus dem Schutthang unter der höchsten Stelle der Ravensteinfelsen, die vom Ende des 11. Jahrhunderts stammen dürften, lassen vermuten, dass die erste Burg Ravenstein an dieser Stelle stand. Dort ist ein Wohnturm, der für die Salierzeit typisch war, denkbar (Schmitt, Plan der Burg Ravenstein, Fläche südlich von Aussichtspunkt 8).

## Galerie

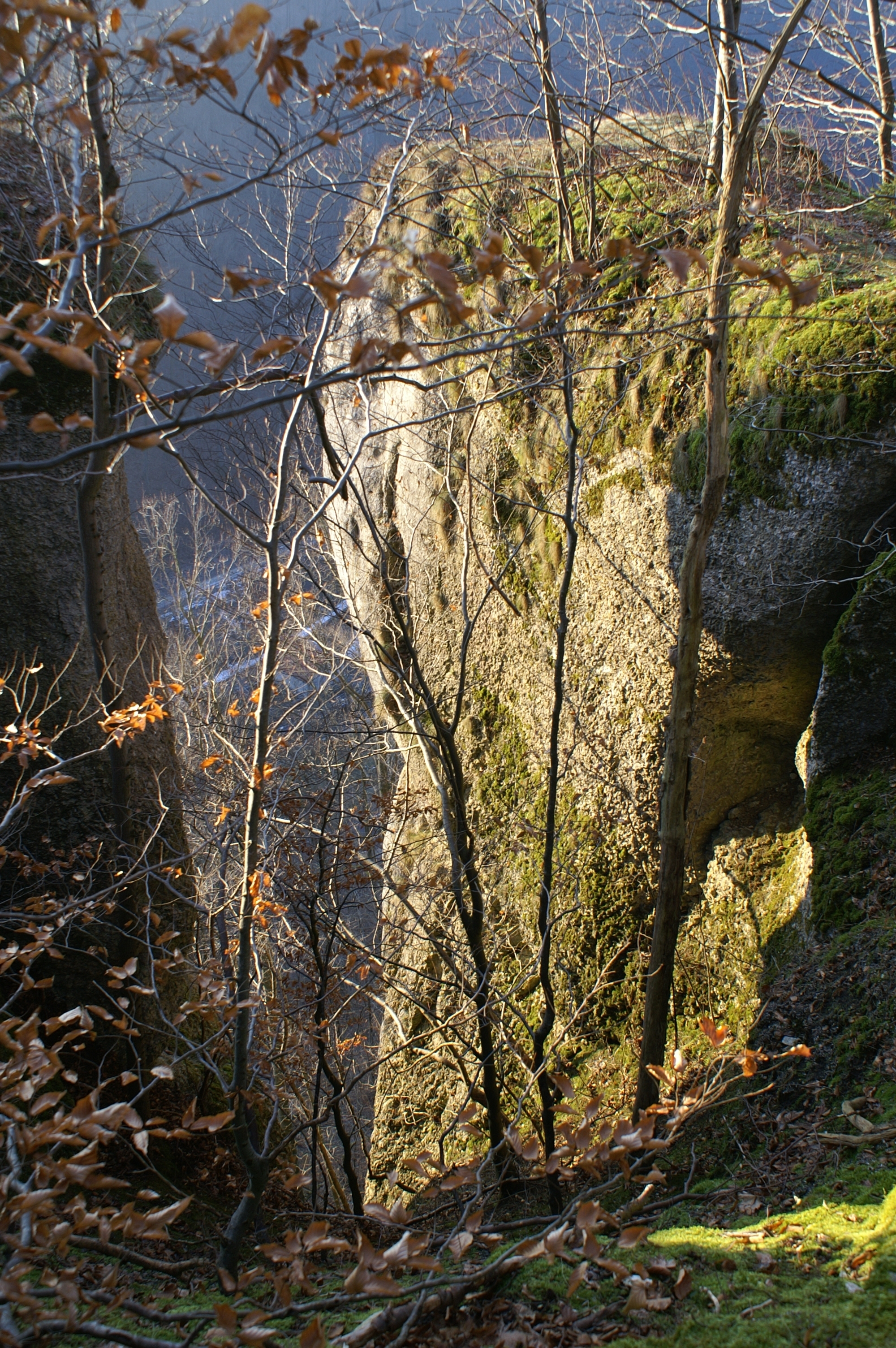
Einer der Turmfelsen
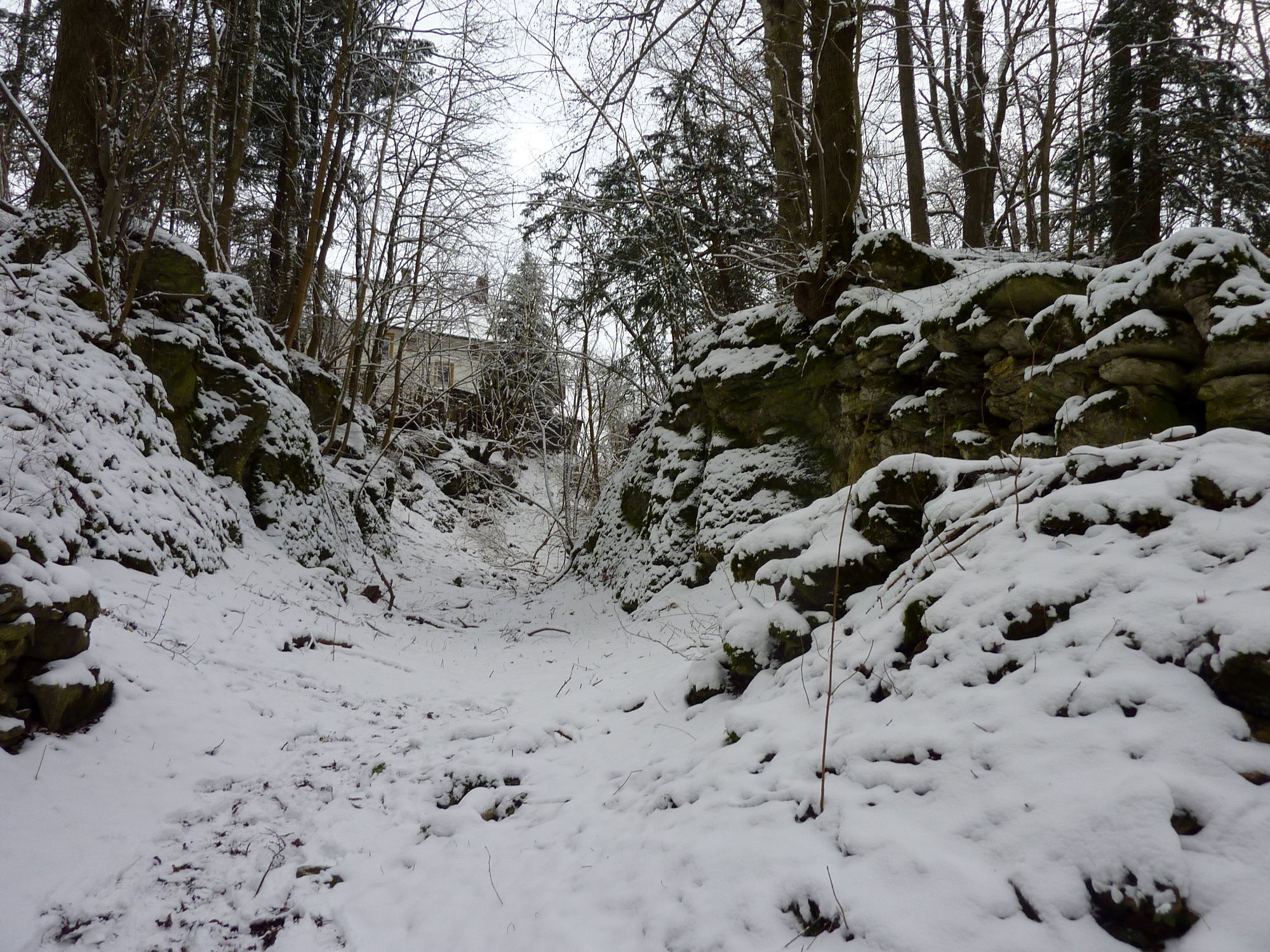
Äußerer Halsgraben
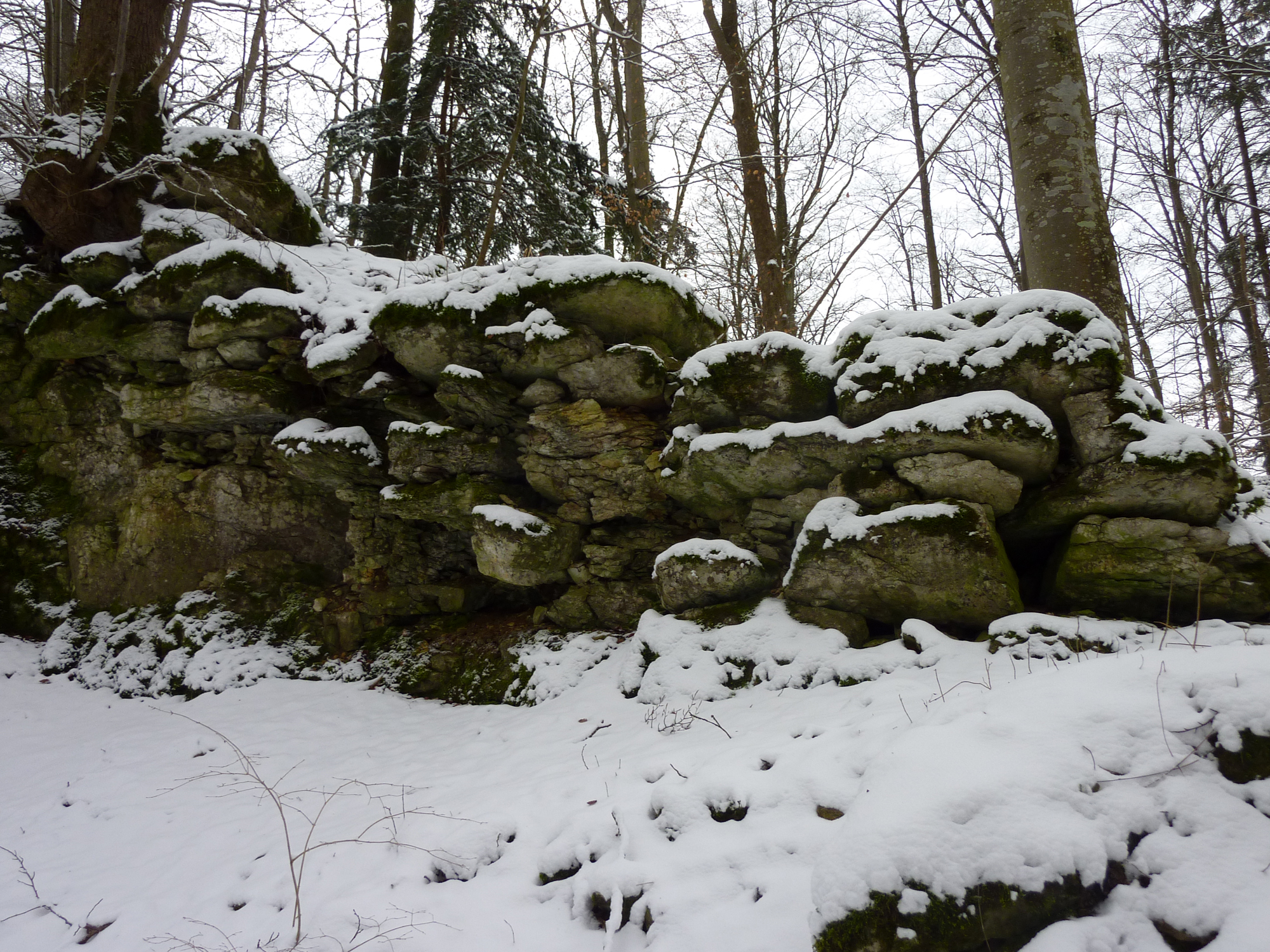
Mauerrest am äußeren Halsgraben
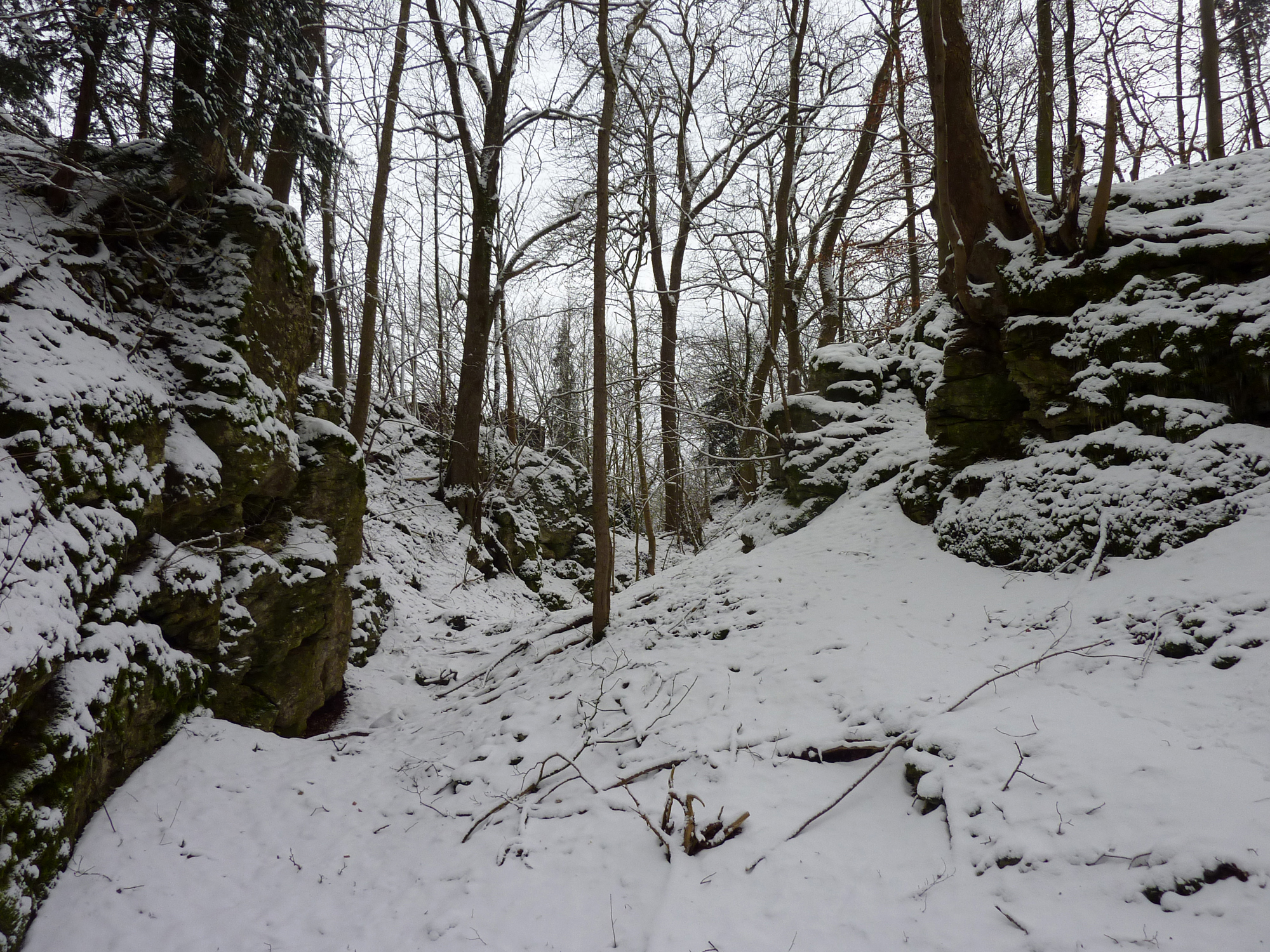
Innerer Halsgraben
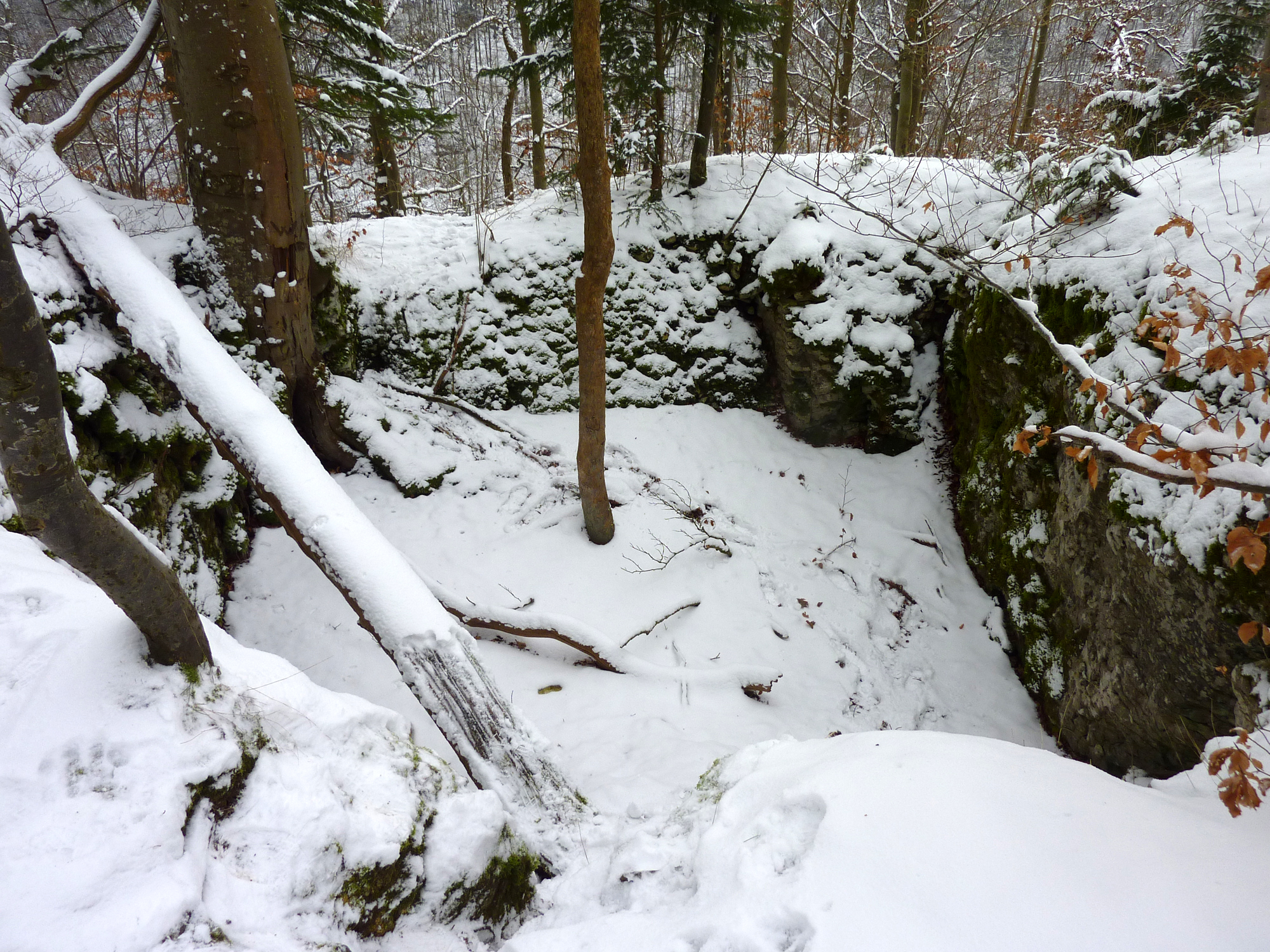
Zisterne
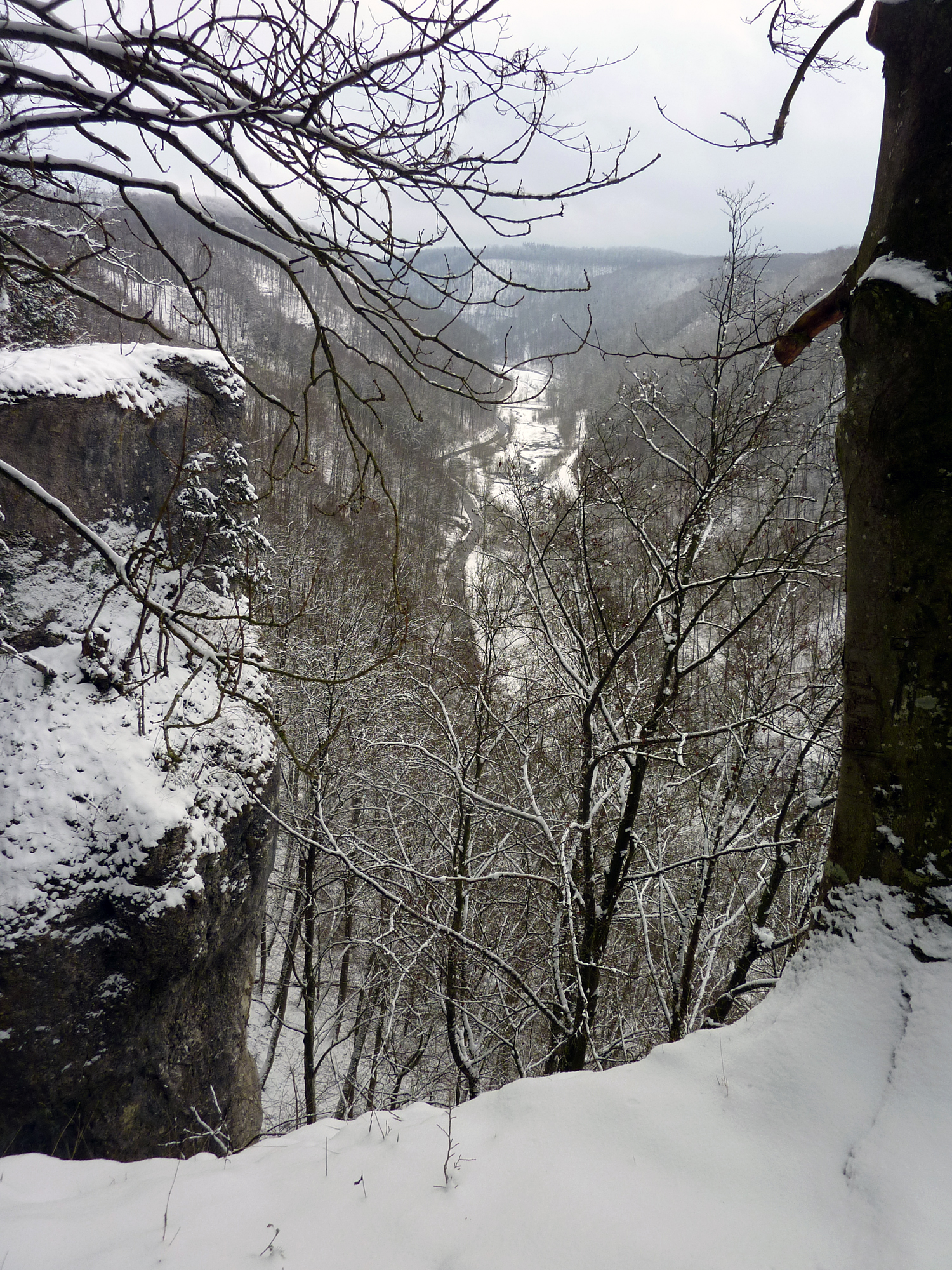
Blick ins Roggental
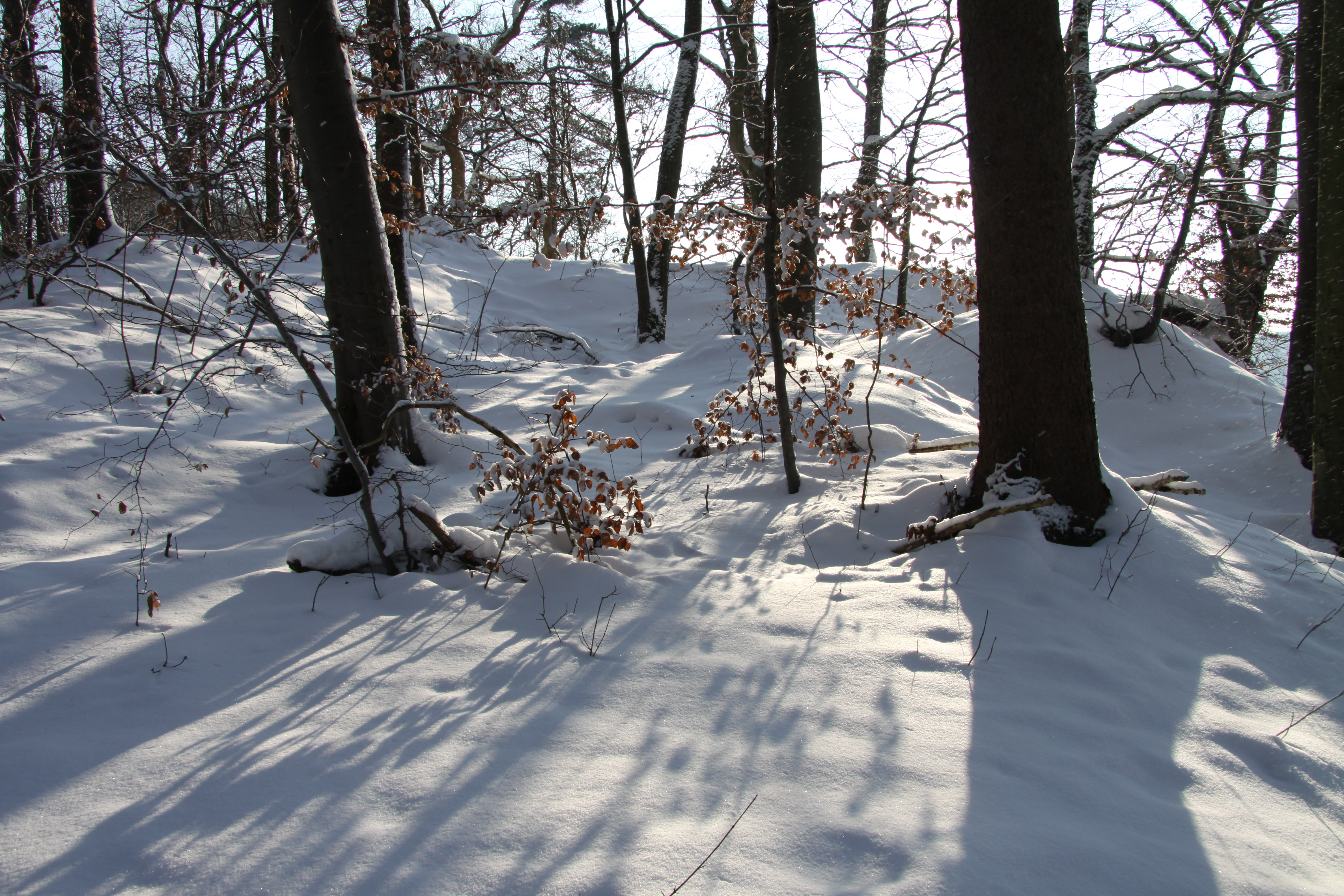
Burgfläche Ravenstein, Blick auf die obere Ebene